# Leptophis cupreus
Leptophis cupreus — вид змій родини вужеві (Colubridae). Вид зустрічається у дощових лісах Венесуели, Колумбії, Еквадору та Перу. Тіло оливково-зеленого забарвлення та сягає 72 см завдовжки.